# Плиний Младший
Пли́ний Мла́дший (полное имя — Гай Плиний Цеци́лий Секу́нд; лат. Gaius Plinius Caecilius Secundus; родился приблизительно в 61 году, Новый Ком, Римская империя — умер между 113 и 115 годом, провинция Вифиния, Римская империя) — древнеримский государственный деятель, писатель и адвокат, занимавший в 100 году должность консула-суффекта.

## Биография
Плиний Младший родился в 61 или 62 году в городе Новый Ком в богатой семье: его родной отец, Луций Цецилий Цилон, занимал вполне доходную должность в муниципалитете, а мать — Плиния, — приходилась сестрой Плинию Старшему, известному античному государственному деятелю и автору энциклопедической «Естественной истории». Плиний рано потерял отца и был усыновлён своим дядей, который дал ему превосходное образование. Также учителем Плиния был Вергиний Руф, военный и политический деятель, несколько раз отказавшийся от титула императора, предлагаемого ему солдатами.
В начале 70-х годов Плиний Младший переехал в Рим, где учился красноречию в риторской школе под руководством Квинтилиана и Никета Скодры. В возрасте 18 или 19 лет впервые занялся адвокатской деятельностью в суде центумвиров.
Плиний хорошо зарекомендовал себя и прошёл весь курс государственных магистратур (так называемый cursus honorum): в 81 году был назначен жрецом культа императора, в 82 году — военным трибуном в Сирии, в 83-м — начальником конницы, в 89-м — квестором, в 92-м — претором, в 94-м — префектом воинской казны. Все эти посты Плиний занимал во времена правления Домициана, и только смерть принцепса спасла его от казни по доносу. При императоре Нерве, с которым он был близко знаком, Плиний назначен префектом Сатурновой казны.
Император Траян включил Плиния в круг своих приближённых. В 100 году Плиний был назначен консулом-суффектом, а в 103 году избран в авгуриатную коллегию.
Занимал ответственную должность смотрителя Тибра (superintendens). До последнего времени не оставлял адвокатскую практику (при этом никогда не беря за неё деньги) и участвовал в судах по делам провинций. Будучи трижды женат (имеются письма, адресованные его последней жене Кальпурнии), детей не имел. Был владельцем нескольких вилл в Италии, в том числе двух — недалеко от его родного города Комо с названиями «Трагедия» и «Комедия». До сих пор делаются попытки реконструировать эти виллы по описаниям самого Плиния. Бо́льшую часть времени проводя в Риме, Плиний не забывал о жителях Комо, был патроном этого города и жертвовал много денег на его развитие. На его средства в Комо была построена библиотека. Будучи известным меценатом, Плиний неоднократно использовал свои деньги и связи, чтобы помочь талантливым молодым людям начать или продолжить государственную карьеру.
В 110 году Плиний был назначен императорским легатом в провинцию Вифиния и Понт с ответственным заданием по искоренению коррупции, однако там он скоропостижно скончался. Точная дата смерти Плиния и место погребения неизвестны.

## Письма Плиния
Между 97 и 109 годами Плиний опубликовал 9 книг своих писем. Все они дошли до нашего времени, и являются образцами эпистолярного жанра. Письма адресованы разным людям: с кем-то Плиний делится повседневными заботами, с кем-то рассуждает о поэзии, с кем-то обсуждает политические события. Письма Плиния являются незаменимым источником информации о жизни и устройстве Римской империи времён Домициана, Траяна и Нервы.
В своих письмах к Тациту Плиний рассказывает об извержении Везувия в 79 году, свидетелем которого он был (Письма, VI-16, VI-20). Он описывает огромное облако, поднявшееся над кратером вулкана, град из пепла и камней и землетрясение, приведшее к цунами. Плиний описывает смерть своего дяди, который поспешил исследовать это явление природы. Сначала он отправился туда с эскадрой, которой тогда командовал, но затем сошёл на берег, где «от густых испарений ему перехватило дыхание и закрыло дыхательное горло».
Десятый том писем Плиния содержит его переписку с императором Траяном, с которым он состоял в доверительных отношениях. Плиний советуется с принцепсом по делам в Вифинии, сообщает о фактах коррупции. Также в письмах Плиния Траяну содержится одно из наиболее ранних упоминаний  (недоступная ссылка с 26-05-2013 [4315 дней] — история, копия) о христианах. Плиний рассказывает о некоторых христианских обрядах, о том, с какой стойкостью христиане отстаивали свою религию и не желали почитать культ императора. Плиний сомневается, стоит ли ему руководствоваться анонимными доносами для обвинения христиан, и спрашивает совета у императора. Траян советует не обращать внимания на доносы.

## Ораторское искусство Плиния и другие библиографические памятники
В 14 лет Плиний написал свою первую трагедию (на древнегреческом языке), она упоминается в его письмах: «не знаю, что это было; называлось трагедией» (Письма, VII-42). Много внимания Плиний Младший уделял своим стихам, которые, по его уверениям, современниками ценились так же высоко, как и поэзия Тацита, однако не сохранились до нашего времени.
Плиний был превосходным оратором. В своих письмах он много внимания уделяет нюансам ораторского искусства, различиям между аттицизмом и азианизмом. В его сочинениях заметно подражание Цицерону. Многочисленные судебные речи Плиния издавались и пользовались популярностью, в том числе обвинительная речь против испанского наместника Бебия Массы, однако до нас дошёл только «Панегирик императору Траяну» — хвалебная речь, которую Плиний произнёс после своего избрания консулом. В ней Плиний повествует о нововведениях Траяна в области законов, торговли, военной дисциплины и правосудия. Несмотря на явную лесть (такие хвалебные речи были обязательны при вхождении в дарованную императором должность), Плиний, в целом, объективно оценивает правление Траяна. В своих письмах он называет его «наилучшим принцепсом» (optimus princeps).

## Переводы
Панегирик Плиния переводил Епифаний Славинецкий, перевод не сохранился.
Русские переводы:
- Слово похвальное Императору Траяну, говоренное Римским Консулом Каием Плинием Цецилием Вторым. / Пер. А. Нартова. СПб, 1777.
- Похвальное слово императору Траяну. / Пер. И. Толмачева. СПб, 1820.
- Переписка Младшего Плиния с императором Траяном. СПб, 1863.
- Плиний Младший. Переписка с Траяном. / Пер. В. С. Соколова. // ВДИ. 1946. № 2.
- Письма Плиния Младшего / Пер. М. Е. Сергеенко (кн. I—VI, X), А. И. Доватура (кн. VII—IX), В. С. Соколова («Панегирик Траяну») 1-е изд. М.-Л., 1950.
- Письма Плиния Младшего: Книги I—X = Plini Secvndi Epistvlarvm: Libri I—X / Изд. подгот. М. Е. Сергеенко, А. И. Доватур; Отв. ред. А. И. Доватур (†); Академия наук СССР. — 2-е изд., перераб. — М.: Наука, 1982. — 408 с. — (Литературные памятники). — 50 000 экз.

Другие переводы:
- В серии «Loeb classical library» письма и «Панегирик» изданы в 2 томах (№ 55, 59).
- В серии «Collection Budé» письма и «Панегирик» опубликованы в 4 томах (издание завершено в 2009 году).